# Pélope de Esparta
Pélope fue rey de Esparta de la dinastía euripóntida. Era hijo de Licurgo.
Nació en algún momento alrededor del 210 a. C., pero su padre murió al poco tiempo ese mismo año. Puesto que era un infante, un regente reinaba, primero fue Macánidas y luego Nabis. En 199 a. C. sin embargo, Pélope fue asesinado por Nabis, que asumió el trono. Fue el último de la dinastía euripóntida.
| Predecesor: Licurgo | Rey euripóntida de Esparta 210 a. C. - 199 a. C. | Sucesor: Nabis |